# سوطيات دوارة

دورة حياة السوطيات الدوارة

السوطيات الدوارة أو دواميات السياط (الاسم العلمي:Dinoflagellata) هي فوق طائفة من الطلائعيات السناخية تنتمي إلى الطحالب النارية pyrrophyta وهي من الطلائعيات الشبيهة بالنباتات. هي مخلوقات وحيدة الخلية ولها سوطان يساعدانها على الحركة اللولبية. تعيش في المياه العذبة وبعضها يعيش في المياه المالحة لها جدار خلوي سميك مكون من السليلوز يشبه لباس الجندي وهناك مجموعة أخرى مضيئة حيويا تشع ضوء من اجسامها بعضها ذاتي التغذية وبعضها غير ذاتي التغذية تكون السوطيات الدوارة علاقات تكافلية مع المرجان وقنديل البحر والرخويات

## التصنيف
- سوطيات دوارة
  - الطحالب الدوارة
    - الطحالب الدوارة العارية
      - رتبة المتقوصريات
        - فصيلة المتقوصرات
          - جنس دوارة كارين

    - رتبة المغضونيات
      - فصيلة كييسات النار
        - أسرة العيظوماوات
          - جنس العيظومة